# Ontronding
Onder ontronding verstaat men in de fonologie het omzetten van een geronde klinker in een niet-geronde klinker. Normaal gesproken gaat het om voorklinkers.

## Algemeen
Geronde voorklinkers als [y], [ø] en [œ] zijn relatief moeilijk te maken: een spreker moet tegelijk de voorkant van zijn mond onder spanning zetten en zijn lippen ronden. Om die reden komt dit soort klinkers in de meerderheid van alle talen niet voor. In talen die ze wel kennen, zijn deze klanken vaak ontstaan door umlautprocessen.
Iemand die een taal zonder geronde voorklinkers als moedertaal heeft, zal grote moeite hebben om die klanken later nog aan te leren. Zo zal een Spaanstalige die Nederlands leert het woord buur vaak als bier of boer uitspreken. Het eerste alternatief is een voorbeeld van ontronding. Dit proces treedt daarom vaak op bij taalcontact, bijvoorbeeld bij de vorming van creooltalen.
Ontronding kan echter ook spontaan optreden. Als dit gebeurt in een prestigieuze taalvariëteit, kan het verschijnsel snel om zich heen grijpen: net als andere versimpelingen is het een 'besmettelijke' taalverandering. Gebeurt dit echter in een geïsoleerd dialect met weinig prestige, dan zal het verschijnsel eerder tot een enkel dorp beperkt blijven.
Ontronding gebeurt niet noodzakelijk consequent. In veel taalvariëteiten gaat het maar om enkele woorden (zie ook onder). Wanneer de geronde voorklinkers geheel uit een taal verdwijnen spreekt met van algehele ontronding.
Eenmaal doorgevoerd kan algehele ontronding niet gemakkelijk ongedaan worden gemaakt. Er zijn echter wel voorbeelden van dialecten waarin dit gebeurd is, onder druk van de standaardtaal en/of de omringende dialecten.

## Voorkomen

### Internationaal
Een redelijk gedocumenteerd voorbeeld is het Grieks. Terwijl het Oudgrieks nog de klank [y] had (geschreven als υ, vanaf de Koinè ook οι), verdween deze klank omstreeks 1100 uit de taal, om te worden vervangen door /i/.
In het Haïtiaans-Creools, een creooltaal die vooral gebaseerd is op het Frans, heeft ook algemene ontronding plaatsgevonden. De West-Afrikaanse slaven die op Haïti te werk werden gesteld, spraken talen waarin de geronde voorklinkers niet voorkomen.
De meeste Opperduitse en Middelduitse dialecten kennen algehele ontronding. Uitzonderingen hierop zijn alleen het Ripuarisch, delen van het Alemannisch en enkele andere kleine gebieden. In de Duitse standaardtaal zijn de geronde voorklinkers vooral door Nederduitse invloed gehandhaafd en dan opnieuw verspreid. Opmerkelijk zijn echter sommige Beierse dialecten (vooral in Oostenrijk). Deze hebben de oorspronkelijke geronde voorklinkers verloren, maar dan vóór L nieuwe ontwikkeld. In onder meer het Weens wordt dan vü gezegd in plaats van viel ("veel"; elders vui).
Het algemene voorkomen van ontronding, ook in regionaal gekleurd Standaardduits, had een blijvend effect op de poëzie. Nog heden ten dage laten veel dichters bijvoorbeeld viel en kühl of wehren en hören op elkaar rijmen. In de tijd van Goethe en Schiller werd de ontronde uitspraak, waarin die woorden werkelijk rijmen, algemeen geaccepteerd.

### In Nederland en Vlaanderen
Algehele ontronding was een kenmerk van de Ingweoonse dialecten, althans van het Anglo-Fries. Nu nog is dat in veel Friese woorden met korte klinkers te horen. Ook het Zeeuws, het West-Vlaams en enkele ouderwetse Hollandse dialecten kennen er sporen van. Zo hoort men in het Katwijks pet voor put, en in het West-Vlaams rik voor rug. Ook bij lange klinkers treft men het aan (vier voor 'vuur'). Door diverse taalveranderingen die nadien nog plaatsvonden, heeft het Fries intussen wel weer geronde voorklinkers, net als de westelijke dialecten.
Algehele ontronding komt in Nederland maar op een enkele plaats voor: alleen het Egmonds kent het. Sprekers van het Egmonds noemen hun taal Derrepers en hun woonplaats Derrep, een vorm die door ontronding uit *durrep 'dorp' is ontstaan. Ook het Vlielands kende algemene ontronding, maar dit dialect stierf in de twintigste eeuw uit.
Frequenter vindt men algehele ontronding in Vlaanderen. Een groot gebied in het midden van Belgisch Limburg, met een westelijke uitloper naar Hasselt, kent in het geheel geen ronde voorklinkers. Ook in diverse Zuid-Brabantse dialecten ontbreken ze. Dit is onder meer het geval in Leuven (Leive). In andere Zuid-Brabantse dialecten heeft de algehele ontronding het niet gewonnen, maar het verschijnsel moet in deze dialecten in het verleden wel bestaan hebben. In zulke dialecten treedt soms hypercorrectie op, waardoor een mier soms muur wordt genoemd.

## Voorbeelden
Als de ontronding regelmatig verloopt (dat wil zeggen: de plaats in de mond en de geslotenheid blijven gelijk), vinden er de volgende veranderingen plaats:
- uu [y] > ie [i]
- u [ʏ] > i [ɪ]
- eu [ø] > ee [e]
- ö [œ] > è [ɛ]
- ui [œi] > ei [ɛi]

We kunnen dit illustreren aan de hand van het Sint-Truidens en het Hasselts. Beide dialecten kennen (net als alle andere soorten Limburgs) umlaut in de vorming van verkleinwoorden. Doordat het Hasselts de umlautproducten weer ontrondt en het Sint-Truidens niet, heeft dit verschijnsel in deze twee dialecten een verschillende uitwerking.
| Grondwoord    | Verkleinwoord | Verkleinwoord |
| Grondwoord    | Sint-Truidens | Hasselts      |
| ------------- | ------------- | ------------- |
| boek          | buukske       | biekske       |
| poeët 'poot'  | puuetsje      | pieëtsje      |
| póp           | pupke         | pipke         |
| (h)aor 'haar' | häörke        | (h)èèrke      |